# Вероли
Веро́ли (итал. Veroli) — коммуна в Италии, расположена в области Лацио, подчиняется административному центру Фрозиноне.
Население коммуны, на 01.01.2024 года, составляет 19 532 человека, плотность населения ─ 163,75 чел./км². Коммуна занимает площадь 119,28 км². 
Почтовый индекс — 03029. Телефонный код — 0775.
Покровительницей города почитается святая Мария Саломея. Праздник ежегодно празднуется 25 мая. В городе расположен собор Святого Андрея, построенный на месте древнеримского храма.

## Города-побратимы
- Иссуар (Франция, с 2012)
- Брукк-ан-дер-Мур, Австрия
- Спинея, Италия